# 环丙基腈
环丙基腈是一种有机化合物，由环丙烷的一个氢原子被氰基取代而成。它是最简单的环腈。

## 制备
环丙基腈可以由4-氯丁腈和强碱（例如氨基钠的液氨溶液）反应而成。